# La Braconne (film, 1996)
Pour les articles homonymes, voir La Braconne.
Pour plus de détails, voir Fiche technique et Distribution.
La Braconne est une comédie française réalisée par Serge Pénard en 1996.

## Synopsis
À Livarot, un bourg du Calvados, entre Arthur Fréon, le braconnier et son frère André, le maire du village, règne une guerre depuis plusieurs années. Le second reproche à l'autre de braconner sur les terres et tout. Un jour, Arthur se fait arrêter...

## Fiche technique
Source : IMDb, sauf mention contraire
- Réalisateur : Serge Pénard
- Scénariste : Jean-Claude Poncon
- Producteur : Jacques Arbez
- Musique du film : Étienne Perruchon
- Directeur de la photographie : Jean-Claude Rivière
- Montage : Janette Kronegger
- Création des décors : Sabine Grenet et Yves Neveu
- Société de production : Conseil Régional de Basse Normandie, Fichier Électronique du Spectacle, M6 Films et Primagaz
- Pays d'origine : France
- Genre : Comédie
- Durée : 90 minutes
- Date de sortie : 
  - en France : 12 juin 1996[1]

## Distribution
- Henri Guybet : André Fréon
- Francis Perrin : Arthur Fréon
- Guinal Barthélémy : Petit-Jean
- Maurice Baquet : Germain Fréon, Le grand-père
- Claude Brosset : Le garde-champêtre
- François Dyrek : René
- Jacques Petitjean : L'adjudant
- Véronique Laupin : Florentine
- Marine Falk : Virginie
- Isabelle Le Pape : Germaine
- Amélie Amphoux
- Arlette Balkis
- François Bassalert
- Jean-Paul Bazziconi
- Yves Belluardo
- Jacques Bondoux
- Hervé Caffin
- Robert Darmel
- Anne Desdevises
- Christian Dob
- Thierry Girault
- Jacques Lecorbier
- Jean-Claude Massoulier